# Lista de ministros da Igualdade de Portugal

Bandeira de ministro de Portugal.

Esta é uma lista de ministros da Igualdade em Portugal, entre a criação do cargo de Ministro para a Igualdade, a 25 de outubro de 1999 e a atualidade
A lista cobre o atual período democrático (1974–atualidade).

## Designação
Entre 1999 e a atualiade, o cargo de ministro da Igualdade teve as seguintes designações:
- Ministro para a Igualdade — designação usada entre 25 de outubro de 1999 e 14 de setembro de 2000;
- Cargo inexistente — entre 14 de setembro de 2000 e 30 de outubro de 2015;
- Ministro da Cultura, Igualdade e Cidadania — designação usada entre 30 de outubro de 2015 e 26 de novembro de 2015;
- Cargo inexistente — entre 26 de novembro de 2015 e a atualidade.

## Numeração
São contabilizados os períodos em que o ministro esteve no cargo ininterruptamente, não contando se este serve mais do que um mandato. Ministros que sirvam em períodos distintos são, obviamente, distinguidos numericamente.

## Lista
Legenda de cores
(para partidos)
| Terceira República (1974–presente)       |                                                                 |         |                        |                        |         |                  |
| #                                        | Ministro para a Igualdade (Nascimento–Morte)                    | Retrato | Início do mandato      | Fim do mandato         | Governo | Governo          |
| Governos Constitucionais (1976-presente) |                                                                 |         |                        |                        |         |                  |
| 1                                        | Maria de Belém Roseira Martins Coelho Henriques de Pina (1949–) |         | 25 de outubro de 1999  | 14 de setembro de 2000 |         | XIV Guterres     |
| –                                        | Cargo inexistente                                               |         | 14 de setembro de 2000 | 30 de outubro de 2015  | ——      | ——               |
| #                                        | Ministro da Cultura, Igualdade e Cidadania (Nascimento–Morte)   | Retrato | Início do mandato      | Fim do mandato         | Governo | Governo          |
| 2                                        | Maria Teresa da Silva Morais (1959–)                            |         | 30 de outubro de 2015  | 26 de novembro de 2015 |         | XX Passos Coelho |
| –                                        | Cargo inexistente                                               |         | 26 de novembro de 2015 | presente               | ——      | ——               |